# دنیس باند
دنیس باند (به انگلیسی: Dennis Bond؛ زادهٔ ۱۷ مارس ۱۹۴۷ – درگذشتهٔ ۳ مارس ۲۰۲۵) بازیکن فوتبال اهل بریتانیا بود.
از جمله باشگاه‌هایی که وی در آن‌ها بازی کرده، می‌توان به باشگاه فوتبال واتفورد، باشگاه فوتبال چارلتون اتلتیک و باشگاه فوتبال تاتنهام هاتسپر اشاره کرد.
باند در ۳ مارس ۲۰۲۵، در سن ۷۷ سالگی درگذشت.